# Jüdische Schule Altenkunstadt
Die Jüdische Schule in Altenkunstadt, einer Gemeinde am Obermain im oberfränkischen Landkreis Lichtenfels in Bayern, wurde 1809 als Elementarschule gegründet.

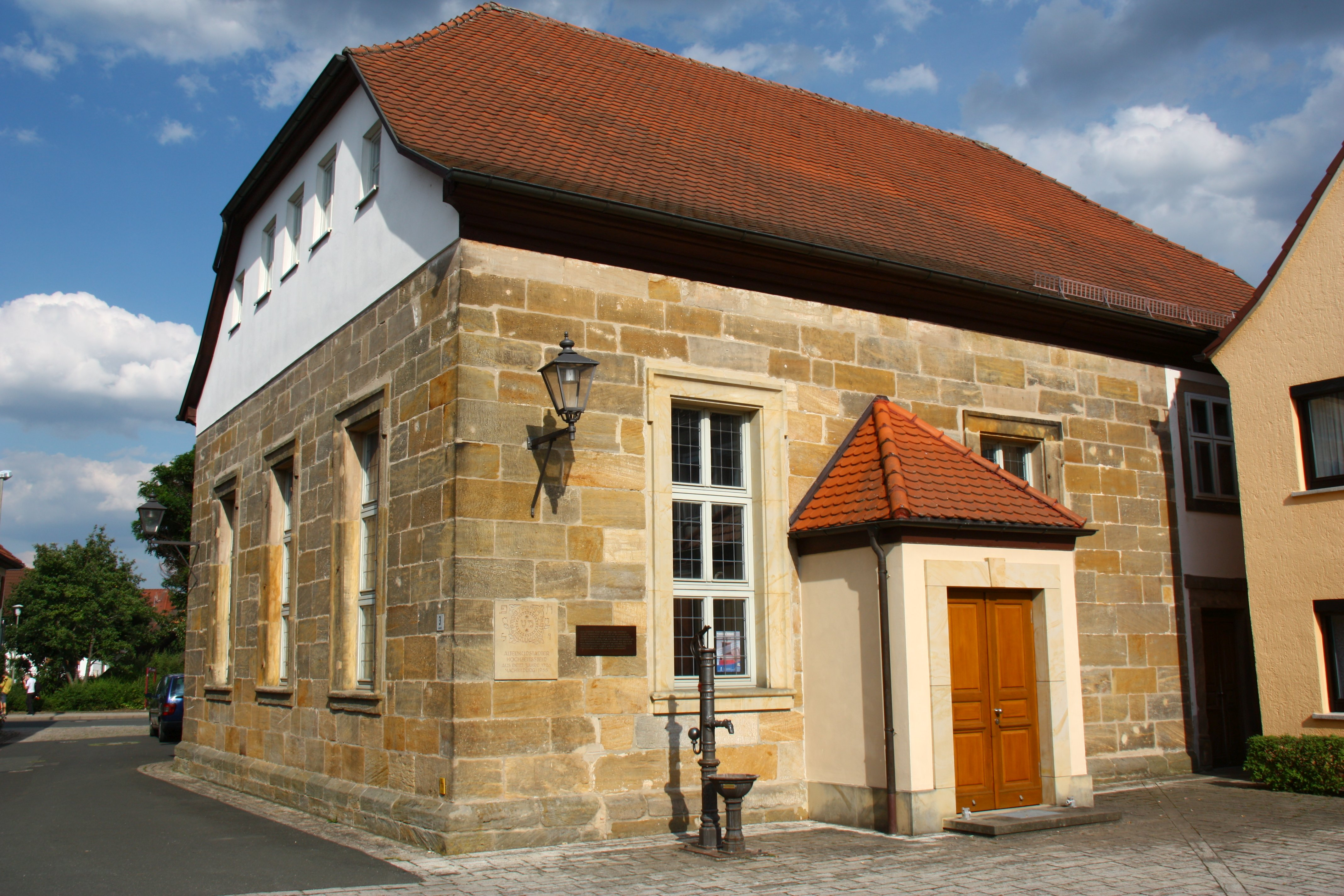
Ehemalige Synagoge in Altenkunstadt, rechts ist das Schulgebäude angeschnitten

Im Jahr 1869 wurde sie in eine jüdische Volksschule umgewandelt. Im Schulgebäude am Judenhof, das sich neben der Synagoge befindet, waren eine Lehrerwohnung und ein rituelles Bad (Mikwe) vorhanden. Der Lehrer war auch als Vorbeter und Schächter tätig. Die jüdische Schule wurde auch von den jüdischen Kindern aus den Nachbarorten Maineck und Fassoldshof besucht.
Da immer weniger jüdische Familien in Altenkunstadt lebten, wurde 1920 die jüdische Schule geschlossen und die wenigen jüdischen Kinder wurden nun in der katholischen Volksschule unterrichtet.